# Minca Bosch Reitz

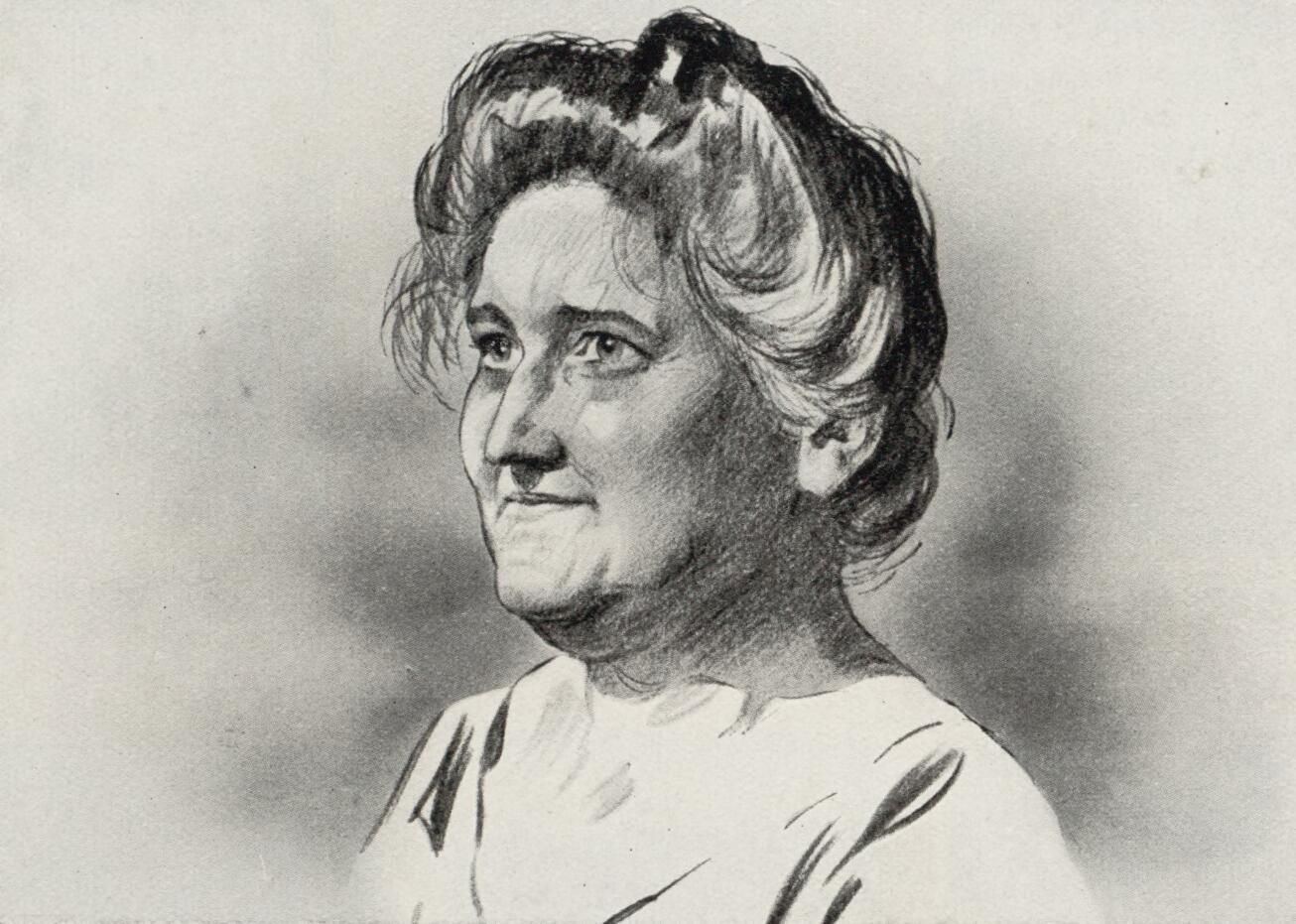
Porträt von Minca Bosch Reitz (anonym und undatiert)

Steenkruister (Steinkreuz)(1898) von Minca Bosch Reitz

Wilhelmina Maria „Minca“ Bosch Reitz (* 8. Oktober 1870 in Amsterdam; † 27. Januar 1950 in Heemstede) war eine niederländische Bildhauerin und Autorin.

## Leben
Minca Bosch Reitz wurde als Tochter von Charles Bosch Reitz (1829–1879), Direktor einer Gasfabrik, und Sara Maria de Balbiaan (1839–1920) geboren. Ihre Eltern waren nicht verheiratet und sie wuchs mit ihrer Mutter in Amsterdam auf. 1881 heiratete sie ihren Schwager Dirk Anthonij Bosch Reitz (1820–1899). Sie erhielt Unterricht in Bildhauerei von Georgine Schwartze und Bart van Hove und schuf hauptsächlich kleine Plastiken und Reliefs.
1902 heiratete sie den Heraldiker Cornelis Willem Hendrik (Cees) Verster (1862–1920), den jüngeren Bruder des Malers Floris Verster. Das Paar lebte bis 1909 in Hilversum, bis 1919 in Driebergen und Beverwijk. Minca Verster-Bosch Reitz starb 1950 im Alter von 79 Jahren und wurde in Zorgvlied beigesetzt.

## Mitgliedschaften
- Arti et Amicitiae
- Sint Lucas

## Auszeichnungen und Ehrungen (Auswahl)
- 1893: Goldmedaille Kunstausstellung Utrecht
- 1894: Medaille 2. Klasse Weltausstellung Antwerpen
- 1896: Kleine Goldmedaille Kunstausstellung Berlin
- 1897: Willink van Collenprijs
- 1900: Grand-Prix (Ehrendiplom) Weltausstellung Paris 1900
- 1900: Ernennung zum Ritter des Ordens von Oranien-Nassau
- 1901: Goldmedaille Kunstausstellung München
- 1901: Silbermedaille Kunstausstellung Arnhem